# Programme électronucléaire de l'armée

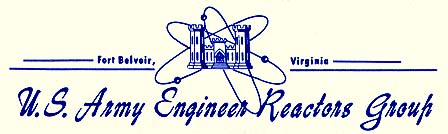
Papier à en-tête du Groupe réacteurs du génie de l'armée américaine

L'Army Nuclear Power Program (ANPP), en français programme électronucléaire de l'armée est un ancien un programme de l'armée américaine visant à développer de petits réacteurs nucléaires à eau pressurisée et à eau bouillante pour produire de l'énergie électrique et du chauffage, principalement sur des sites militaires éloignés et relativement inaccessibles. Géré par le groupe réacteurs du génie de l'armée américaine, son siège était situé à Fort Belvoir, en Virginie. L'ANPP a connu plusieurs succès, mais elle a finalement été considérée comme « une solution à la recherche d'un problème » (comprendre : un projet sans utilité finale faute de demande concrète). Le programme débute en 1954 et s'éteint de facto vers 1977, la dernière promotion d'exploitants de centrales nucléaires ayant obtenu son diplôme en 1977. Les travaux se poursuivent pendant un certain temps par la suite, soit pour le démantèlement des centrales, soit pour leur placement en régime SAFSTOR (stockage à long terme et surveillance avant démantèlement).
Le développement de petits réacteurs modulaires dans la deuxième décennie du XXIe siècle suscite un regain d'intérêt pour les applications militaires,,. Cela se traduit aux États-Unis par la relance de la recherche dans le domaine avec, en 2016, un nouveau programme dans l'esprit de l'ANPP, le projet Pele.

## Historique
Dès 1952, aux États-Unis, l’éventuelle application de l’énergie nucléaire aux besoins militaires terrestres suscite de l'intérêt. Une note du secrétaire à la Défense, datée du 10 février 1954, confie à l'armée la responsabilité de « développer des centrales nucléaires pour fournir de la chaleur et de l'électricité à des installations militaires éloignées et relativement inaccessibles ». Le secrétaire à l'Armée établit le programme électronucléaire de l'armée et le confie au corps du génie.
La loi sur l'énergie atomique de 1954 (en) confie à la Commission de l'énergie atomique (AEC) la responsabilité de la R&D dans le domaine nucléaire, de sorte que l'ANPP devienne une « activité » interinstitutionnelle conjointe du Département de l'armée (DA) et de l'AEC. Lorsque la loi sur l'énergie atomique est révisée en 1954, le paragraphe 91b autorise le ministère de la Défense à obtenir des matières nucléaires spéciales destinées à être utilisées dans des installations de la défense. Le programme électronucléaire de l'armée est alors axé sur les installations de production d'électricité, tandis que le programme de réacteurs navals se concentre sur la propulsion nucléaire des sous-marins et des navires. Le 9 avril 1954, le chef du génie crée le US Army Engineer Reactors Group (en français : « Groupe réacteurs du génie de l'armée américaine ») pour accomplir les missions assignées par le DA. Globalement, ces missions consistent à :
- mener des activités de R&D, avec l'AEC, sur le développement des centrales nucléaires ;
- exploiter les centrales nucléaires du génie ;
- former du personnel au maintien des centrales ;
- fournir un soutien technique à d'autres agences, selon les besoins ;
- développer des programmes d'application des réacteurs nucléaires aux besoins militaires.

Dans un rapport daté du 7 janvier 1965, les objectifs suivants sont fixés pour le programme :
- Réduction ou élimination de la dépendance aux sources de combustibles [fossiles].
- Réduction ou élimination de la charge logistique nécessaire au soutien des centrales électriques conventionnelles.
- Fonctionnement fiable.
- Ravitaillement et entretien peu fréquents.
- Taille d’équipe réduite, avec pour objectif ultime une opération sans surveillance.
- Transportabilité, mobilité et temps de réaction compatibles avec la mission ou l'équipement à soutenir.
- Amélioration de la rentabilité.

L'AEC conclut finalement que la probabilité d'atteindre les objectifs du programme en temps voulu et à un coût raisonnable n'est pas suffisamment élevée pour justifier le financement continu de ses projets visant à développer de petits réacteurs fixes ou mobiles. En raison de la guerre du Vietnam, des réductions budgétaires dans le domaine de la recherche et du développement à long terme conduisent l'AEC à cesser progressivement son soutien au programme à partir de 1966. Les coûts de développement et de production de centrales nucléaires compactes sont si élevés qu’ils ne peuvent alors être justifiés que si le réacteur possédait une capacité unique et remplissait un objectif clairement défini soutenu par le DOD. Après cela, la participation de l'armée aux efforts de R&D des centrales nucléaires diminue progressivement pour finalement s'arrêter complètement.

## Liste des centrales
Huit centrales ont été construites. En raison de l'exigence d'une petite taille physique, tous ces réacteurs, à l'exception du MH-1A, utilisaient de l'uranium hautement enrichi (UHE). Le MH-1A avait plus d'espace pour travailler et une plus grande capacité de charge, il s'agissait donc d'un réacteur à faible enrichissement; c'est-à-dire plus grand et plus lourd. L'utilisation au Vietnam du MH-1A a été brièvement envisagée, mais l'idée d'un projet nucléaire dans ce pays a été rapidement rejetée par le Département d'État.
Les centrales sont classées par ordre chronologique de criticité initiale. Les sources pour ces données comprennent le seul livre connu sur l'ANPP, par Suid, et un document du DOE.

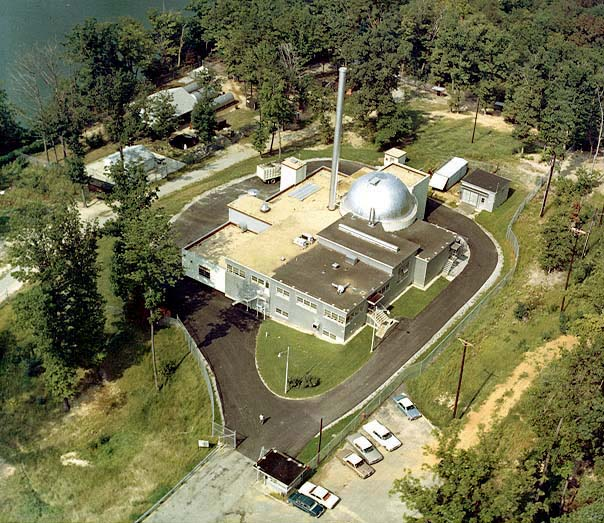
SM-1
Fort Belvoir, Virginie

- SM-1 (en) : 2 MW électrique. Fort Belvoir, en Virginie, criticité initiale le 8 avril 1957 (plusieurs mois avant le réacteur de Shippingport) et première centrale nucléaire américaine à être connectée à un réseau électrique. Utilisé principalement pour la formation et les tests, plutôt que pour la production d'électricité pour Fort Belvoir. La centrale est conçue par l'American Locomotive Company (renommée ALCO Products, en 1955) et est le premier réacteur développé dans le cadre du programme électronucléaire de l'armée. Cette centrale était un centre de formation à trois services, la marine américaine et l'armée de l'air envoyant du personnel pour être formé dans des installations à terre (la marine avait un programme autonome différent pour l'énergie nucléaire embarquée, qui est toujours en activité). Le SM-1 et les installations de formation associées à Fort Belvoir était le seul centre de formation pour les centrales électriques militaires basées à terre. La centrale refroidissait ses condenseurs en utilisant les eaux de la rivière Potomac. Pendant les 10 premières années de son fonctionnement, le SM-1 a rejeté sans le savoir du tritium dans les eaux de la baie de Chesapeake, jusqu'au développement du détecteur Packard Tri-Carb, premier système de détection capable de détecter le rayonnement bêta de faible énergie du tritium. L'instrumentation du SM-1 est antérieure au développement des dispositifs à semi-conducteurs et utilisait des tubes à vide.

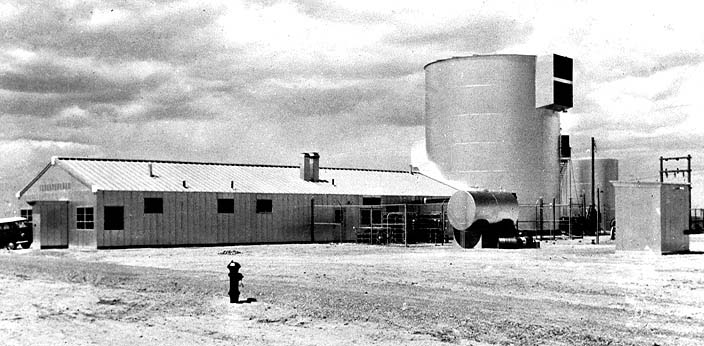
SL-1
SNRT, Idaho

- SL-1 : Réacteur à eau bouillante, 200 kW électrique, 400 kW thermique pour le chauffage, Laboratoire national de l'Idaho. Criticité initiale le 11 août 1958. Le SL-1 a été conçu par le Laboratoire national d'Argonne pour acquérir de l'expérience dans le fonctionnement des réacteurs à eau bouillante, développer des caractéristiques de performance, former des équipages militaires et tester des composants. Combustion Engineering a obtenu un contrat de l'AEC pour exploiter le SL-1 et a à son tour employé l'équipe d'exploitation de l'armée pour continuer à faire fonctionner l'usine. Ce BWR a été spécialement conçu pour alimenter les stations de la ligne DEW .

Le 3 janvier 1961, le réacteur était en préparation pour son redémarrage après un arrêt de onze jours pendant les vacances. Des procédures de maintenance étaient en cours qui nécessitaient de retirer manuellement la tige de commande centrale principale de quelques centimètres pour la reconnecter à son mécanisme d'entraînement ; à 21h01, cette tige a été soudainement retirée trop loin, provoquant le passage instantané du SL-1 au point critique . En quatre millisecondes, la chaleur générée par l’ énorme surtension qui en a résulté a provoqué la vaporisation explosive du carburant présent dans le cœur. La réaction de fission nucléaire a directement chauffé l’eau, en transformant une grande quantité en vapeur. L'aluminium fondu a réagi avec l'eau, produisant de l'hydrogène gazeux. L'explosion des plaques de combustible, la violente réaction métal-eau et la vapeur d'eau en expansion ont poussé vers le haut l'eau située au-dessus du cœur, envoyant une onde de pression qui a frappé le haut de la cuve du réacteur, provoquant une pulvérisation d'eau et de vapeur depuis le haut de la cuve. Cette forme extrême de coup de bélier a propulsé le blindage supérieur de la tête, les restes de plaques de combustible, cinq bouchons de blindage desserrés, une bride de tuyère et l'ensemble de la cuve du réacteur vers le haut. Une enquête ultérieure a conclu que les 26 000 livres (11 793 kg) de l'ensemble avait sauté de 9 pieds (3 m) dans les airs avant de heurter l'arbre d'entraînement du pont roulant. L'ensemble est retombé à son emplacement d'origine, ne laissant que peu de traces, à l'exception de débris épars,. Le jet d'eau et de vapeur a projeté deux opérateurs au sol, tuant l'un d'eux et en blessant grièvement un autre. L'un des bouchons de protection desserrés au-dessus de la cuve du réacteur a empalé le troisième homme à travers l'aine et est ressorti par son épaule, le clouant au plafond. Les victimes étaient les spécialistes de l'armée John A. Byrnes (27 ans) et Richard Leroy McKinley (22 ans), ainsi que Richard C. Legg , électricien de première classe (CE1) de la Seabee (Navy) (26 ans).
Il a été établi plus tard que Byrnes (l'opérateur du réacteur) avait soulevé la tige et provoqué la réaction, que Legg (le chef d'équipe) se tenait au sommet de la cuve du réacteur et avait été empalé et cloué au plafond, et McKinley, le stagiaire qui se tenait debout à proximité, a ensuite été retrouvé vivant par les sauveteurs. Les trois hommes ont succombé à des blessures causées par un traumatisme physique ;cependant les radiations de la réaction nucléaire n'auraient donné aux hommes aucune chance de survie.
Il s'agit du seul incident mortel survenu dans un réacteur nucléaire américain, et il a détruit le réacteur. Cet incident a été d'une grande importance dans le développement de l'énergie nucléaire commerciale car les conceptions futures ont empêché le noyau de devenir critique avec le retrait d'une seule tige.

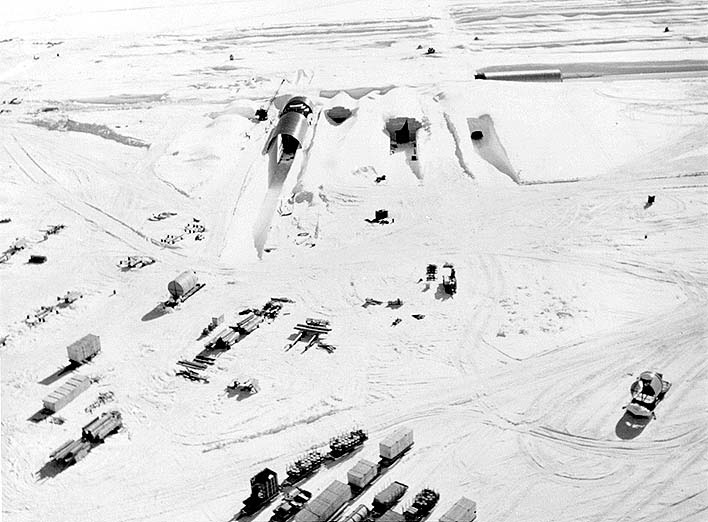
PM-2ACamp Century, Groenland

- PM-2A : 2 MW électrique, plus chauffage. Camp Century, Groenland[10]. Criticité initiale le 3 octobre 1960. Le premier réacteur nucléaire « portable ». Apporté au Groenland en pièces détachées, assemblé, exploité, démonté, renvoyé aux États-Unis[11]. Le PM-2A de Camp Century a été conçu par l'American Locomotive Company pour démontrer la capacité d'assembler une centrale nucléaire à partir de composants préfabriqués, dans un endroit éloigné de l'Arctique. Le PM-2A fonctionnait avec un enrichissement en uranium 235 de 93 %[12].

En 1961, après l'explosion de l'usine SL-1, le général Alvin Luedecke, directeur général de l'AEC, a temporairement empêché le démarrage du PM-2A jusqu'à ce qu'un verrouillage puisse être installé sur la tige de commande centrale. Bien que le verrouillage puisse être actionné par le personnel, le général Luedecke devrait d'abord en être informé. Le PM-2A était le seul réacteur, outre le SL-1, à disposer d'une barre de commande centrale capable de démarrer le réacteur par elle-même.

« Nous avons donné des instructions explicites le 8 janvier pour que ce réacteur, alors à l'arrêt, ne redémarrerait qu'après avoir examiné la situation. Il nous a fallu donner des instructions pour modifier les mécanismes du PM-2A afin qu'aucune tige ne puisse être soulevée à un point où une criticité pourrait automatiquement se produire. »

Le PM-2A a fourni avec succès l'électricité de Camp Century pendant trois ans. Le réacteur sous pression a également été utilisé pour étudier la fragilisation par les neutrons de l’acier carbone. Cette centrale a été fermée entre 1963 et 1964. Cependant, malgré les succès du réacteur, le projet Iceworm (en) n'a jamais été mis en œuvre et Camp Century a été abandonné.
- ML-1 : première turbine à gaz à cycle fermé. La criticité initiale a eu lieu le 30 mars 1961. Conçu pour 300 kW, mais n'a jamais atteint que 140 kW. A fonctionné pendant seulement quelques centaines d'heures de tests. Le ML-1 a été conçu par Aerojet General Corporation pour tester un ensemble de réacteurs intégrés transportables par des semi-remorques militaires, des wagons plats et des barges. Ce réacteur a été arrêté en 1965.

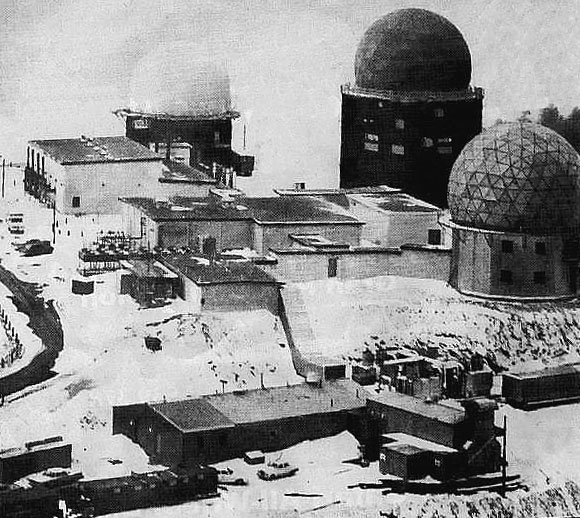
PM-1Base aérienne de Sundance

- PM-1 : 1,25 MW électrique, plus chauffage. Base aérienne de Sundance, Wyoming. Propriété de l'Armée de l'Air, ce réacteur à eau sous pression servait à alimenter une station radar. Le point critique initial a eu lieu le 25 février 1962. Le PM-1 a été conçu par la société Martin et fournissait de l'énergie électrique au 731e Escadron de radar du Commandement de la défense aérienne de l'Amérique du Nord (NORAD). Ce réacteur a été fermé en 1968. PM-1 fonctionnait avec un enrichissement en uranium 235 de 93 %[14].

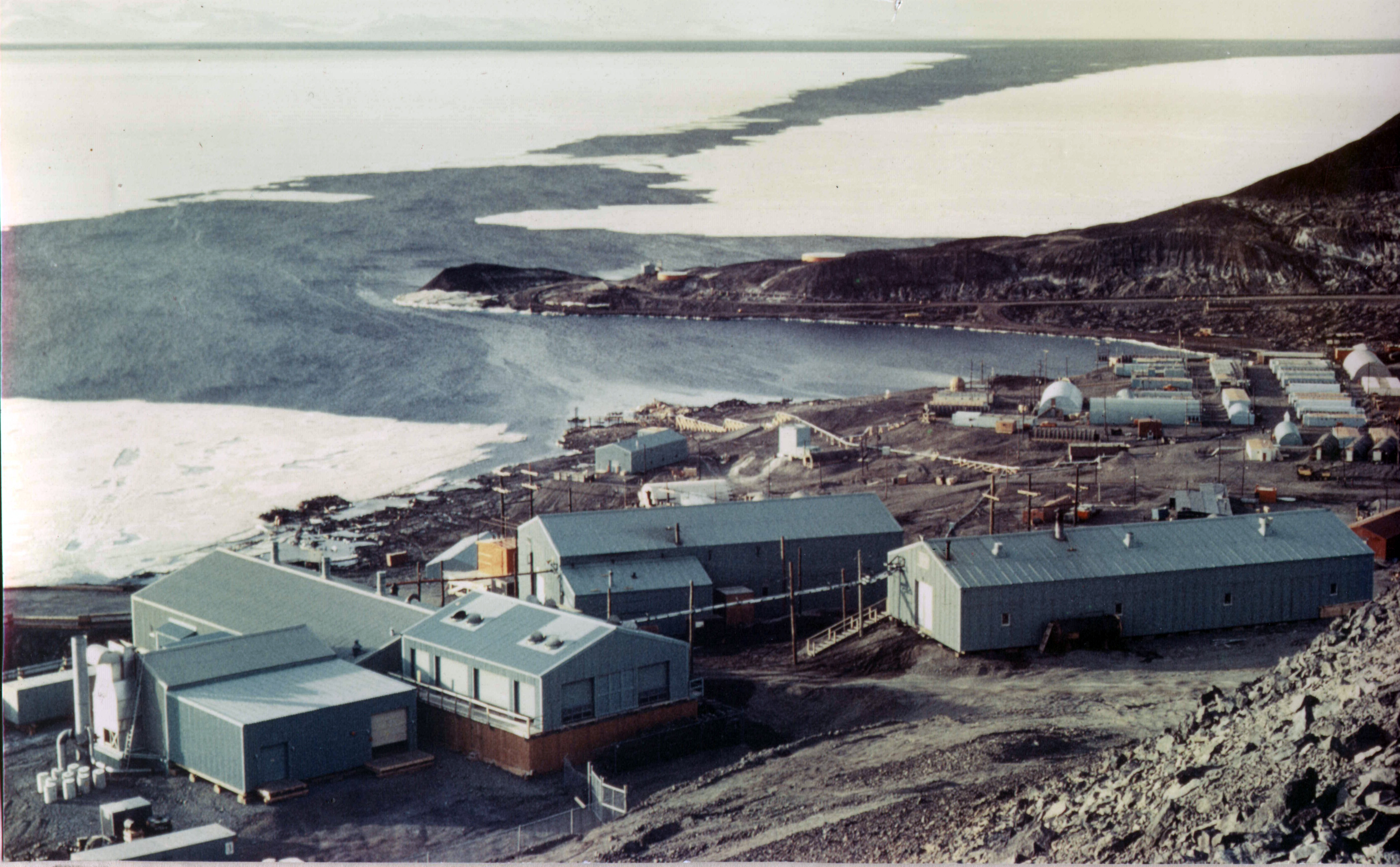
PM-3A
Station McMurdo, Antarctique

- PM-3A : 1,75 MW électrique, plus chauffage et dessalement. Station McMurdo, Antarctique[15]. Propriété de la Marine. Criticité initiale le 3 mars 1962, mis hors service en 1972. Le PM-3A, situé à McMurdo Sound, en Antarctique, a été conçu par la société Martin pour fournir de l'énergie électrique et du chauffage à vapeur à l'installation aéronavale de McMurdo Sound. Le PM-3A fonctionnait avec un enrichissement de l'uranium 235 de 93 %.

Le PM-3A (Portable, Medium-power, 3ème génération) était une centrale installée pour alimenter la base McMurdo en Antarctique. Entre 1970 et 1971, elle a atteint un record mondial de puissance. Ce fut l’une des premières centrales électriques à terre à utiliser des équipements à semi-conducteurs. Le PM-3A n'était pas exploité par l'armée, mais relevait du NAVFAC (Naval Facilities Engineering Command), la division énergétique basée à terre de l'US Navy. Bien que la majorité du personnel appartenait à la Marine, le PM-3A était une station tri-service. En 1970-1971, il y avait un sergent de l'armée et un sergent de l'armée de l'air en poste avec l'équipage. L'usine était refroidie par air, les condenseurs et les ventilateurs fonctionnant au glycol. La chaleur résiduelle a également été utilisée pour le dessalement par distillation flash sous vide. Le réacteur était situé dans des réservoirs enterrés dans le sol.
La station a souffert d'une multitude de problèmes, notamment un incendie et une fuite de liquide de refroidissement. Elle a été fermée en septembre 1972,. Après son déclassement, la centrale a été découpée en morceaux et transportée aux États-Unis pour y être enterrée. Le sol entourant les réservoirs étant devenu radioactif, il a également été retiré et transporté vers la base navale de Port Hueneme, en Californie, où il a été incorporé à la chaussée en asphalte.

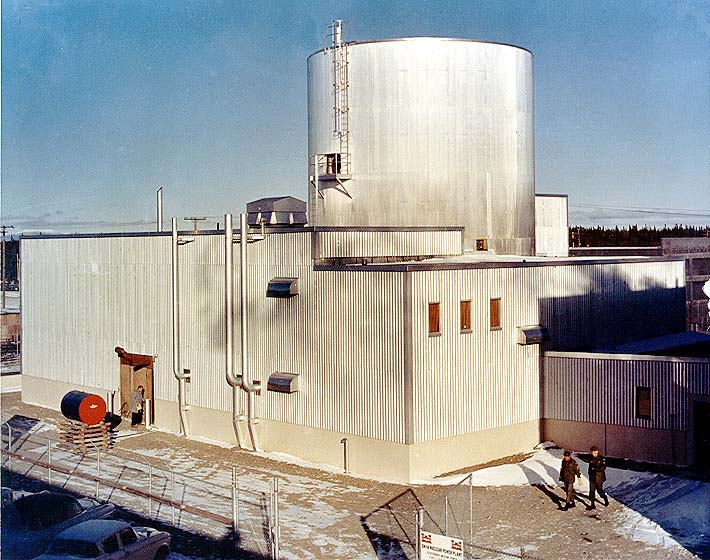
SM-1A
Fort Greely, Alaska

- SM-1A : 2 MW électrique, plus chauffage. Fort Greely, Alaska . Criticité initiale le 13 mars 1962. Le SM-1A à Fort Greely, en Alaska, a été conçue par ALCO Products et a été la première installation de terrain développée dans le cadre du programme d'énergie nucléaire de l'armée. Ce site a été choisi pour développer des méthodes de construction dans une région éloignée de l'Arctique et étudier ses aspects économiques par rapport aux systèmes au mazout dans une région éloignée. Cette centrale a été fermée en 1972. Le SM-1A fonctionnait avec un enrichissement en uranium 235 de 93 %. En 2022, l'Army Corps of Engineers a attribué la première étape d'un contrat pour mettre hors service et démanteler le SM-1A[18], mais après un appel d'offres, il l'a attribué à un autre entrepreneur en 2023. Le coût total du déclassement a été estimé à 243 millions de dollars[19].

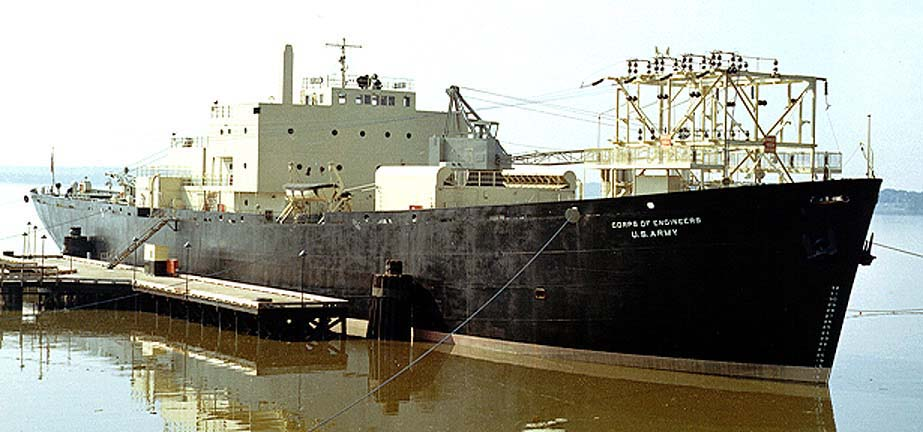
MH-1A
Barge à moteur Sturgis, Gunston Cove, Fort Belvoir

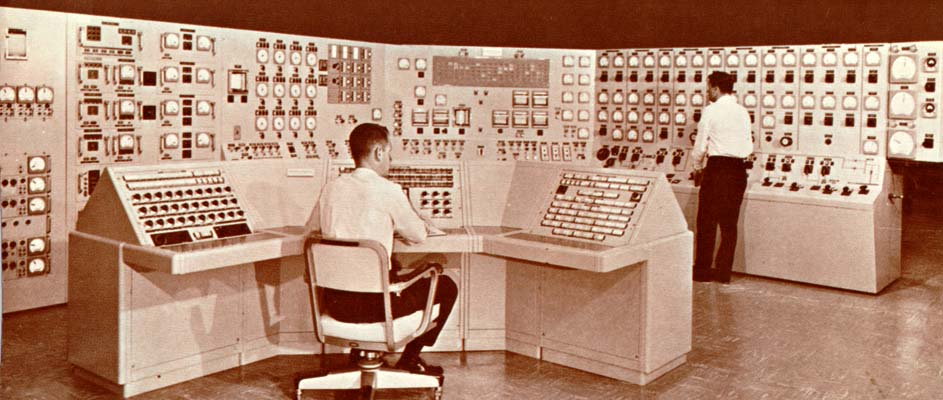
Simulateur de salle de contrôle MH-1A

- MH-1A : 10 MW électriques, plus alimentation en eau douce de la base adjacente. Montée sur le Sturgis (en), une barge (sans système de propulsion) convertie à partir d'un Liberty Ship, et amarrée dans la zone du canal de Panama . Criticité initiale à Fort Belvoir (à Gunston Cove, au large du fleuve Potomac), 24 janvier 1967. C'est la dernière des huit centrales à cesser définitivement ses activités. Le MH-1A a été conçu par Martin Marietta Corporation. Il est resté amarré au lac Gatun dans le canal de Panama de 1968 à 1977, date à laquelle il a été remorqué jusqu'à Fort Belvoir pour démantèlement. Ce réacteur utilisait de l'uranium faiblement enrichi (UFE) dans une proportion de 4 à 7 %. Il a été transféré à la flotte de réserve de James River en 1978 pour SAFSTOR. Le MH-1A disposait d'un simulateur analogique élaboré, alimenté par ordinateur, installé à la division de formation de l'USAERG, à Fort Belvoir. Le simulateur MH-1A a été acquis par le Centre d'études nucléaires de l'Université d'État de Memphis au début des années 1980, mais n'a jamais été restauré ni remis en service opérationnel. Son démantèlement s'est achevé en mars 2019[20].
- MM-1 : ~2,5 MW électrique, conceptualisé mais jamais construit. Conçu comme un « réacteur militaire compact ». Un réacteur refroidi par métal liquide monté sur camion, avec des temps de démarrage et d'arrêt plus courts. Ne nécessitant aucun blindage de la terre ni zone d'exclusion pour protéger les opérateurs des radiations. Avec son cœur de réacteur contenant l'équivalent énergétique de plus de 8 000 000 livres (3 628 739 kg) d'essence . Envisagé pour avoir une densité de puissance plus élevée ; sa puissance signifiait pour la première fois que le groupe motopropulseur pèserait moins qu'un générateur diesel de puissance comparable. Alors qu'il était initialement destiné à alimenter les bases et les opérations sur le terrain, le programme a été transféré au « Concept de dépôt d'énergie » de l'armée pour étudier la production de carburants synthétiques. Le réacteur et les remorques associées produiraient des combustibles liquides pour les chars, les camions, les véhicules blindés de transport de troupes et les avions et réduiraient considérablement la chaîne d’approvisionnement logistique pétrolière vulnérable. Les remorques associées utiliseraient des processus de conversion chimique pour convertir l'énergie thermique résiduelle du réacteur en combustibles utiles en utilisant des éléments universellement présents dans l'air et l'eau (hydrogène, oxygène, azote et carbone), produisant potentiellement du méthanol, de l'hydrogène liquide et/ou de l'ammoniac .

Clé des codes :
- Première lettre : S – stationnaire, M – mobile, P – portable.
- Deuxième lettre : H – puissance élevée, M – puissance moyenne, L – puissance faible.
- Chiffre : Numéro de série.
- Troisième lettre : A indique une installation sur site.

Sur les huit construits, six ont produit une puissance opérationnelle utile pendant une période prolongée. De nombreuses conceptions étaient basées sur des réacteurs navals américains, qui étaient des conceptions de réacteurs compacts éprouvées.[réf. nécessaire]

## Réalisations importantes
Les références pour cette liste incluent le document DOE, le livre Suid, et le Briefing Book.
- Conceptions détaillées de réacteurs à eau sous pression et à eau bouillante, ainsi que de réacteurs refroidis au gaz et au métal liquide.
- Première centrale nucléaire dotée d'une structure de confinement (SM-1)
- Première utilisation de l'acier inoxydable pour le revêtement des éléments combustibles (SM-1)
- Première centrale nucléaire aux États-Unis à fournir de l'électricité à un réseau commercial (SM-1)
- Premier recuit de cuve de réacteur sur place, utilisant une source de chaleur nucléaire, aux États-Unis (SM-1A)
- Premier remplacement d'un générateur de vapeur aux États-Unis (SM-1A)
- Premier confinement à suppression de pression (SM-1A)
- Première centrale électrique à réacteur à eau bouillante opérationnelle (SL-1)
- Première centrale nucléaire portable, préemballée et modulaire à être installée, exploitée et démontée (PM-2A)
- Première utilisation de l'énergie nucléaire pour le dessalement (PM-3A)
- Première centrale nucléaire mobile transportable par voie terrestre (ML-1)
- Premier cycle de turbine à gaz nucléaire en boucle fermée (Brayton) (ML-1)
- Première centrale nucléaire flottante (montée sur barge) (MH-1A)

## Formation d'opérateur de centrale nucléaire
Le cours d'opérateur de centrale nucléaire (NPPOC) a été dispensé à Fort Belvoir. Les candidats au programme étaient des hommes enrôlés qui devaient s'engager à servir au moins deux ans après la fin de leur formation. Les conditions d'admission au NPPOC comprenaient des résultats aux tests d'aptitude au moins aussi stricts que ceux requis pour l'admission à l'école des aspirants-officiers. Plus de 1 000 exploitants de centrales nucléaires ont obtenu une licence entre 1958 et 1977. Le NPPOC était un cours d'un an intense et stimulant sur le plan académique.